# 黄埔新港站
黄埔新港站是广州地铁5号线的东端终点站，位於中国广东省广州市黄埔区开发大道宝石路口的地底。2023年12月28日随5号线东延段通车而启用。

## 车站结构
车站主体结构总长507米，标准段净宽28.5米，换乘节点宽度46.55米，总建筑面积为23,312平方米。车站距离珠江支流东江仅200余米。
本站是5號線东延段的文化主题站，以“帆樯如云”为设计主题，车站天花部分采用蓝色渐变作底色，搭配白色吊顶及简灯以代表蓝天白云。此外，本站的玻璃幕墙配色為灰色，与5號線东延段各站采用白色的幕墙不同。
本站两个站台均设有卫生间和母婴室，均位于站台位处列车行进方向的一端；另外亦在站厅非付费区C出入口通道处设有卫生间。

### 车站楼层
本站共设有三层，其中地面为车站出入口、开发大道、宝石路、东江大道、黄埔新港货运码头及邻近建筑；地下一层为站厅；地下二层为5号线站台；地下三层为预留新线站台的部分结构。
| 地下一层 | 站厅                       | 售票機、客服中心、商店、警务室、安检设施、卫生间 |                            |                            |
| 地下二层 | 侧式站台（卫生间、母婴室） | 侧式站台（卫生间、母婴室）                       | 侧式站台（卫生间、母婴室） | 侧式站台（卫生间、母婴室） |
|          | 2 站台                     | █5号线 滘口方向（下站：夏港）                    |                            |                            |
|          | 1 站台                     | █5号线 終點站台                                  |                            |                            |
|          | 侧式站台（卫生间、母婴室） |                                                  |                            |                            |
| 地下三层 |                            | 預留未来地铁新线                                 |                            |                            |
|          | 預留島式站台部分結構       |                                                  |                            |                            |
|          |                            | 預留未来地铁新线                                 |                            |                            |

### 站厅
黄埔新港站站厅設有自动售票機及智能客務中心。

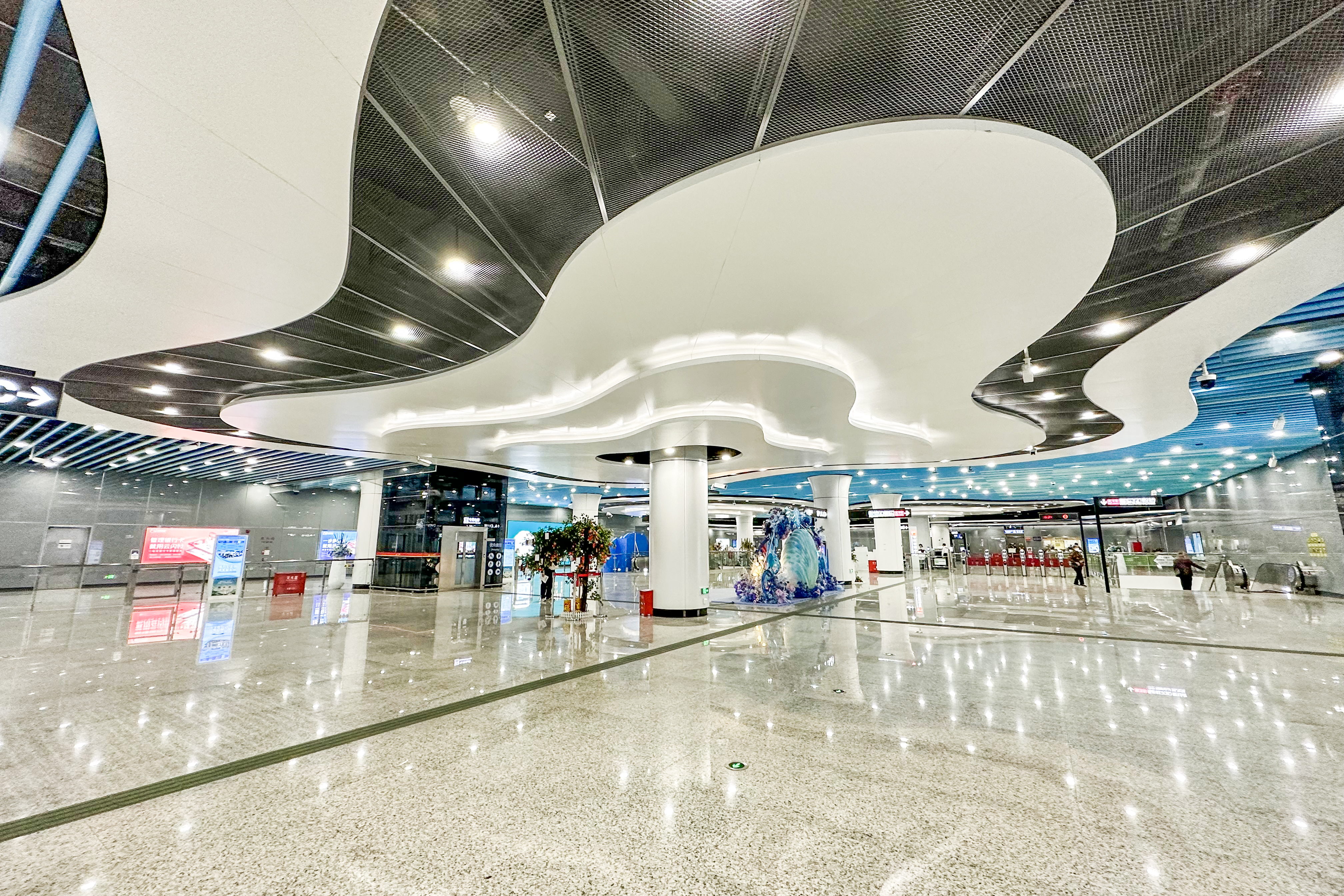
站厅

为方便行人进出，黄埔新港站现时在站厅东侧被划分为收费区，收费区内均各自设有一台专用电梯、三条扶手电梯以及一组楼梯联络两个站台。

### 站台
本站将设有两个侧式站台，位于开发大道地底。

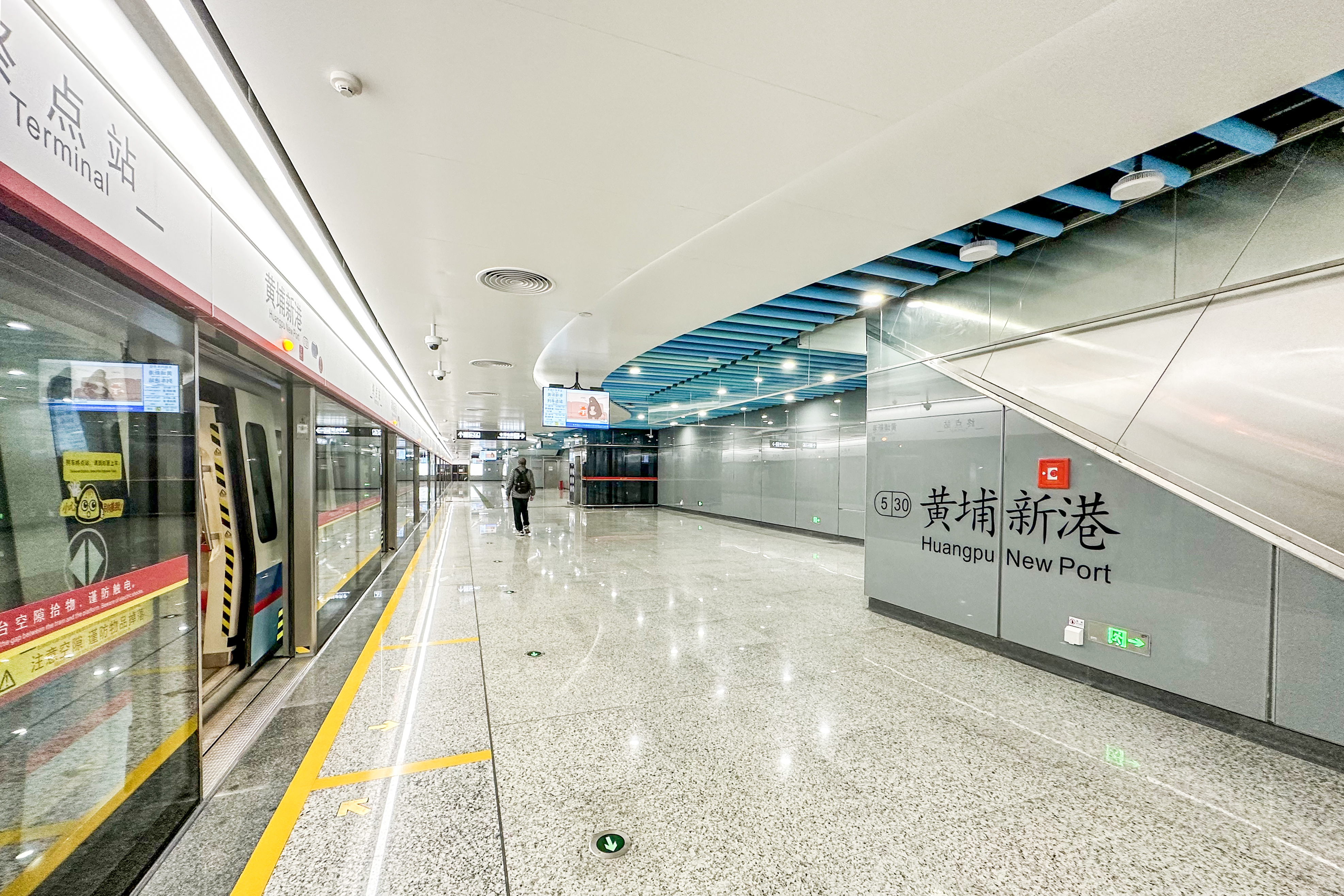
1号站台

另外，本站月台南端設有一組交叉渡線，供5號線列車在正常运营時进行站后折返；而月台北端则设有一条联络上下行正线的渡线供5号线列车在特殊情况下可以进行站前折返。

2号月台全景图

### 出入口
黄埔新港站目前设有3个出入口供乘客进出。
|                                           |                                                       |      |          |                                  |
| 編號                                      | 设施                                                  | 照片 | 出口指示 | 建議前往的目的地                 |
| A                                         | 盲道标志 · 升降机标志 · 无障碍通道标志 · 扶手电梯标志 |      | 开发大道 | 宝石路、黄埔新港公交车站（南行） |
| B                                         | 盲道标志 · 扶手电梯标志                               |      | 开发大道 | 东江大道                         |
| C                                         | 盲道标志 · 扶手电梯标志                               |      | 开发大道 | 创业路、黄埔新港公交车站（北行） |
| 註： 設有 \| 設有 \| 設有 \| 設有扶手電梯 |                                                       |      |          |                                  |

## 历史
2020年11月，为配合本站施工，交警部门在开发大道主干道和宝石路口位置实施封闭围蔽施工。2021年12月，广州开发区至本站区间成为5号线东延段首个贯通的区间。2022年10月，本站顺利封顶，成为5号线东延段第五座封顶的车站。
本站在规划和建设时称为黄埔客运港站，2023年2月27日，廣州市民政局公示5號線东延段初定名，本站命名為黄埔新港站。
2023年10月31日，车站完成“三权”移交。同年12月28日12时，5号线东延段开通运营，本站正式启用。

## 未来发展
规划中的17号线和东莞1号线将在本站设站。当中，5号线建设时預留了十字形節點換乘節點，預留新線月台位于5号线月台下方，該結構原計劃供25號線使用，但25號線在后续规划方案中更改了走線，不再經過本站，現時规划中的东莞轨道交通1号线廣州段經過本站換乘，預計或将利用该预留结构。